# 불가사리 6
《불가사리 6》(영어: Tremors: A Cold Day in Hell)은 미국과 남아프리카 공화국에서 제작된 돈 마이클 폴 감독의 2018년 SF 공포 비디오 영화이다. 《불가사리 5》(2015)를 잇는 불가사리 프랜차이즈 여섯 번째 영화이다. 제이미 케네디 등이 출연하였고, 마이크 엘리엇 등이 제작에 참여하였다.
2020년 프랜차이즈 일곱 번째 영화 《Tremors: Shrieker Island》가 출시되었다.

## 출연
- 마이클 그로스 - 버트 거머 역
- 제이미 케네디 - 트래비스 B. 웰커 역
- 타니아 판흐란
- 제이 앤스티
- 제나 업턴
- 그레그 크리크

## 기타 제작진
- 공동 제작: 그레그 홀스타인